# Skrobnica
Skrobnica (en serbe cyrillique : Скробница) est un village de Serbie situé dans la municipalité de Knjaževac, district de Zaječar. Au recensement de 2011, il comptait 101 habitants.
La Sokobanjska Moravica, un affluent droit de la Južna Morava, prend sa source sur les pentes orientales du mont Devica, non loin du village de Skrobnica.

## Démographie
| 1948 | 1953 | 1961 | 1971 | 1981 | 1991 | 2002 | 2011 |
| ---- | ---- | ---- | ---- | ---- | ---- | ---- | ---- |
| 923  | 959  | 899  | 754  | 525  | 325  | 178  | 101  |

|  |